# Wahlkreis Kaiserslautern-Land
Der Wahlkreis Kaiserslautern-Land (Wahlkreis 46, bis zur Landtagswahl 2016 noch Wahlkreis 45) ist ein Landtagswahlkreis im rheinland-pfälzischen Landkreis Kaiserslautern. Er umfasst die Verbandsgemeinden Bruchmühlbach-Miesau, Landstuhl, Ramstein-Miesenbach und Weilerbach.

## Wahl 2021
Bei der Landtagswahl 2021 vom 14. März 2021 entfielen im Wahlkreis auf die einzelnen Wahlvorschläge:
| Direktkandidaten   | Partei           | Wahlkreisstimmen in % | Landesstimmen in % |
| ------------------ | ---------------- | --------------------- | ------------------ |
| Daniel Schäffner   | SPD              | 32,8                  | 36,7               |
| Marcus Klein       | CDU              | 34,3                  | 28,8               |
| Attila Sonal       | AfD              | 9,6                   | 10,8               |
| Rüdiger König      | FDP              | 3,0                   | 3,8                |
| Maximilian Kastner | Grüne            | 5,5                   | 5,9                |
| Harald Lauer       | Die Linke        | 2,8                   | 2,6                |
| David Nau          | Freie Wähler     | 11,9                  | 6,5                |
| –                  | Piraten          | –                     | 0,5                |
| –                  | ÖDP              | –                     | 0,6                |
| –                  | Klimaliste       | –                     | 0,3                |
| –                  | Die PARTEI       | –                     | 0,9                |
| –                  | Tierschutzpartei | –                     | 2,0                |
| –                  | Volt             | –                     | 0,7                |

## Wahl 2016
Die Ergebnisse der Wahl zum 16. Landtag Rheinland-Pfalz vom 13. März 2016:
| Direktkandidaten                  | Partei       | Wahlkreisstimmen | Landesstimmen |
| --------------------------------- | ------------ | ---------------- | ------------- |
| Daniel Schäffner                  | SPD          | 38,1 %           | 37,6 %        |
| Marcus Klein                      | CDU          | 36,3 %           | 29,7 %        |
| Eike Heinicke                     | GRÜNE        | 5,0 %            | 3,8 %         |
| Christian Kopp                    | FDP          | 4,8 %            | 4,3 %         |
| Albert Rübel                      | DIE LINKE    | 6,4 %            | 3,3 %         |
| Gabriele Wollenweber              | Freie Wähler | 9,4 %            | 3,1 %         |
| –                                 | AfD          | –                | 15,1 %        |
| –                                 | Sonstige     | –                | 3,1 %         |
| Wahlberechtigte: 50.039 Einwohner |              |                  |               |
| Wahlbeteiligung: 71,4 %           |              |                  |               |

## Wahl 2011
Die Ergebnisse der Wahl zum 16. Landtag Rheinland-Pfalz vom 27. März 2011:
| Direktkandidaten                  | Partei    | Wahlkreisstimmen | Landesstimmen |
| --------------------------------- | --------- | ---------------- | ------------- |
| Margit Mohr                       | SPD       | 44,1 %           | 40,9 %        |
| Marcus Klein                      | CDU       | 35,5 %           | 34,2 %        |
| Frank Matheis                     | FDP       | 4,1 %            | 3,2 %         |
| Eike Heinicke                     | GRÜNE     | 11,2 %           | 10,9 %        |
| Thomas Weisgerber                 | DIE LINKE | 5,2 %            | 3,7 %         |
| –                                 | Sonstige  | –                | 7,2 %         |
| Wahlberechtigte: 51.134 Einwohner |           |                  |               |
| Wahlbeteiligung: 61,7 %           |           |                  |               |

- Direkt gewählt wurde Margit Mohr (SPD).[5]
- Marcus Klein (CDU) wurde über die Landesliste (Listenplatz 33) gewählt.[7]

## Wahl 2006
Die Ergebnisse der Wahl zum 15. Landtag Rheinland-Pfalz vom 26. März 2006:
| Direktkandidaten                  | Partei   | Wahlkreisstimmen | Landesstimmen |
| --------------------------------- | -------- | ---------------- | ------------- |
| Margit Mohr                       | SPD      | 45,8 %           | 46,8 %        |
| Walter Franz Altherr              | CDU      | 37,8 %           | 31,0 %        |
| Karl Pfaff                        | FDP      | 7,1 %            | 6,0 %         |
| Eike Heinicke                     | GRÜNE    | 4,7 %            | 3,2 %         |
| Joachim Slodwinsky                | WASG     | 4,5 %            | 4,3 %         |
| –                                 | Sonstige | –                | 8,6 %         |
| Wahlberechtigte: 51.843 Einwohner |          |                  |               |
| Wahlbeteiligung: 59,4 %           |          |                  |               |

- Direkt gewählt wurde Margit Mohr (SPD).[8]